# パチスロ快盗天使ツインエンジェル3
パチスロ快盗天使ツインエンジェル3（パチスロかいとうてんしツインエンジェルスリー）は、2011年10月にサミーから発売されたパチスロ機である。保通協における型式名は「ツインエンジェル3X」。

## 概要
2006年から始まった快盗天使ツインエンジェルシリーズの第3弾にして最終作となる。
アニメーションのキャラクターデザインが、テレビアニメ版と同じ大木良一に交代している。
ボーナス合成確率が設定1でも1/198という「スイートスペック」、およびボーナスとリプレイタイム(RT)・「エンジェルタイム」で出玉を増やすというゲーム性は、前作・快盗天使ツインエンジェル2と変わらない。前作と比較した場合の本機の特徴は、「RTストック獲得契機の増加」と「マイスロの拡充」にある。

### RTストック獲得契機の増加
本機の2種類のビッグボーナス（同色７揃いのHYPER BIG BONUSと、異色７揃いのNORMAL BIG BONUS）は、それぞれゲーム性が異なる。
HYPER BIG BONUSは小役ゲーム・JACゲームからなり、小役ゲーム中に特殊JACイン役を引くと、RTストックを高確率で獲得できるJACゲーム・「エンジェルラッシュ」に突入する。「エンジェルラッシュ」は、12ゲーム内に12枚役（見た目はリプレイ揃い）が3回入賞するまで、1/1.57の高確率でRTストック獲得となる白７揃いが成立する。
NORMAL BIG BONUSに「エンジェルラッシュ」はないが、ボーナス中はハズレも含めた全役でRTストックの獲得抽選を行っている。
なおどちらのBIG BONUSでも白７揃いの可能性があり、成立時はもちろんRTストック獲得となる。
さらに本機では、チャンスゾーンや「エンジェルタイム」中にも白７揃いが発生する可能性がある。

### マイスロの拡充
前作から開始されたパチスロと携帯電話（スマートフォン）の連動システム・マイスロの機能も大幅に増加した。前作にもあったキャラクターカスタムは「俺の嫁カスタム」に進化し、連続演出の一部までカスタムできるようになった。
また本作では、発売当初に演出の一部を出さず、時期を置いて演出を解放するシステムを取っており、2011年11月・12月に一部演出の解放が行われている。

## スペック
| 設定 | BIG確率  | REG確率  | 合成確率 | 機械割 |
| ---- | -------- | -------- | -------- | ------ |
| 1    | 1/315.08 | 1/532.81 | 1/197.99 | 97.3%  |
| 2    | 1/297.89 | 1/508.03 | 1/187.78 | 98.5%  |
| 3    | 1/282.48 | 1/485.45 | 1/178.57 | 100.9% |
| 4    | 1/268.59 | 1/464.79 | 1/170.22 | 104.5% |
| 5    | 1/256.00 | 1/445.82 | 1/162.62 | 108.9% |
| 6    | 1/234.06 | 1/412.18 | 1/149.28 | 113.3% |

## その他
- 『獣王』のダチョウがプレミアムキャラクターとして登場する。
- 『ファイヤードリフト』の主役キャラクターがプレミアムキャラクターとして登場する。
- オンラインゲームサイト『777town.net』にて本機のプレイが可能である。
- 携帯サイト『サミー777タウン』にて本機のプレイが可能である。

## 関連商品
- 公式サウンドトラックが、ポニーキャニオンより販売されている(発売元:WAVE MASTER)。

　タイトル:快盗天使ツインエンジェル３　サウンド・コレクション　キュンキュン☆セレクト(PCCR-90050/発売日　2011.11.16)　曲数:39
　ただし、BB中に選択できる曲目のうち、「オンナのコって♪マジ☆超えんじぇる!!」は収録されていない。

## 参考資料
- 『パチスロ必勝本DX』2011年12月号（辰巳出版）